# Ludwig Greiner (Politiker)

Bekanntmachung der provisorischen Regierung der Pfalz über die Trennung der Pfalz von Bayern (1849)

Ludwig Greiner (* 13. Juni 1814 in Thaleischweiler; † Herbst 1874 in Newark (New Jersey)) war ein deutscher Politiker und Revolutionär. Er ist auch als Louis Greiner oder Theodor Greiner bekannt, sein Taufname ist Johann Ludwig Christian Greiner.

## Leben
Greiner war ein Sohn des Pfarrers Carl Daniel Greiner und seiner Frau Sophia Friederica Harteneck. Er studierte an der Ludwig-Maximilians-Universität München Rechtswissenschaft und wurde in diesem Fach promoviert. Von 1843 bis 1847 war er königlich bayerischer Ministerialsekretär. 
Im Herbst 1848 wurde er für den Wahlbezirk Zweibrücken/Pirmasens in die Kammer der Abgeordneten (Bayern) des 13. Bayerischen Landtages von 1849 gewählt. Dort gehörte der dem IV. Ausschuss für die Staatsschuldentilgung und dem VI. Ausschuss für die Prüfung der Anträge der Abgeordneten an. Am 30. Januar 1849 wird er als Ständischer Commissär für Schuldentilgung aufgeführt. Als pfälzischer Abgeordneter stand er der liberalen Bewegung nahe. 
Am Abend des 2. Mai 1849 wurde er in Kaiserslautern in den zehnköpfigen Landesausschuß für die Verteidigung und Durchführung der Reichsverfassung gewählt. Dort gehörte er zu den aktiven Mitgliedern. Am 17. Mai stimmte eine Versammlung von 28 Vertretern der pfälzischen Kantone mit knapper Mehrheit (15:13 Stimmen) für den pfälzischen Aufstand im Rahmen der Reichsverfassungskampagne. Anschließend wurde Greiner mit 28 Stimmen zum Ersatzmann einer provisorischen Regierung gewählt, durch das „Loos” wurde er 1. Ersatzmann“. Da mehrere der Gewählten dort nicht eintraten, rückte er nach. 
Greiner gehörte als Außenminister der fünfköpfigen Provisorischen Regierung der Rheinpfalz an. Nach der Niederschlagung des Aufstandes floh er im Juni über die Schweiz nach England, wo er Asyl erhielt. 1851 ging er nach Amerika. Zuvor hatte ihn das pfälzische Appellationsgericht in Zweibrücken in Abwesenheit wegen Hoch- und Staatsverrats zum Tode verurteilt. In der Anklag-Akte stand er an sechster Stelle. In der Anklag-Akte wird er als Rechtskandidat Theodor Greiner aufgeführt, in den Landtagsakten ist er als Rechtsprakikant genannt.
In Amerika arbeitete er als Landwirt und Gerber im Sullivan County (New York). Später war er im Staat New Jersey ansässig. Er war dort Mitglied der deutsch-republikanischen Partei.

## Familie
Greiner hatte mindestens 9 Geschwister. Seine Vorfahren waren Glashüttenmeister in Mattstall. Seine Vettern Diehl und Lippack waren 1849 in Pirmasens revolutionär engagiert. Diehl wird ebenfalls in Abwesenheit zum Tode verurteilt, Lippack wurde zu drei Jahren Gefängnis verurteilt, von denen er neben der Untersuchungshaft zwei Jahre absitzen musste.